# Anfernee Simons

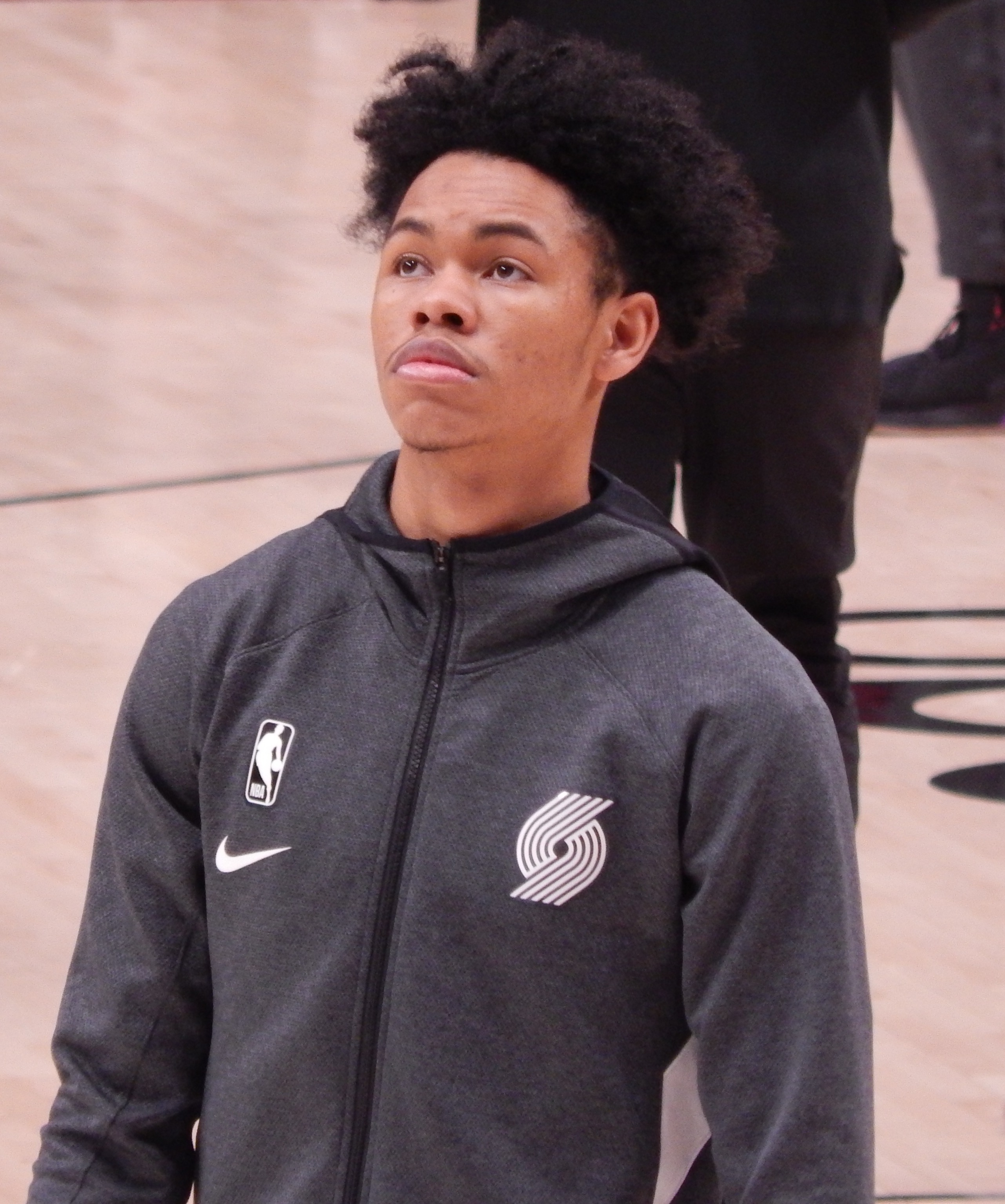
Anfernee Simons, 2019.

Anfernee Tyrik Simons, född 8 juni 1999 i Altamonte Springs i Florida, är en amerikansk professionell basketspelare (SG) som spelar för Boston Celtics i National Basketball Association (NBA). Han har tidigare spelat för Portland Trail Blazers.
Simons draftades av Portland Trail Blazers i första rundan i 2018 års draft som 24:e spelare totalt.